# Santa Maria Nuova
Santa Maria Nuova és un municipi de la província d'Ancona, a la regió italiana de les Marques, situat a uns vint quilòmetres al sud-oest d'Ancona. El 1r de gener de 2019 tenia 4.097 habitants.
Santa Maria Nuova limita amb els següents municipis: Filottrano, Jesi, Osimo i Polverigi.
Entre les esglésies de la ciutat hi ha l'església del segle xviii de San Giuseppe i l'església de Sant'Antonio di Padova.